# Reazione dell'aloformio
La reazione dell'aloformio è una reazione che avviene tra acetaldeide o  metilchetoni aventi struttura CH3-CO-R con un alogeno (cloro, bromo o iodio) in ambiente basico.
Consiste nella degradazione del composto organico in aloformio CHX3 e uno ione carbossilato più corto di un C rispetto al composto di partenza.

## Meccanismo
In un primo passaggio, se è presente un alcol secondario, questo viene ossidato al chetone corrispondente dall'ipoalogenito che si genera in situ per reazione tra l'alogeno e la base; quindi gli atomi di idrogeno del gruppo CH3, acidi perché in posizione α rispetto al gruppo carbonilico C=O, vengono sostituiti da altrettanti atomi di alogeno; infine uno ione ossidrile si sostituisce al gruppo CX3 tramite una reazione di sostituzione nucleofila. Lo ione CX3- si lega immediatamente ad uno ione idrogeno a dare l'aloformio.

## Saggio dello iodoformio
La reazione dell'aloformio è usata a scopo analitico nel saggio dello iodoformio per identificare i metil-chetoni ed i metil-carbinoli; si usa iodio perché produce un precipitato giallo di iodoformio CHI3 facilmente riconoscibile.